# Trash (Band)
Trash ist eine schwedische Hardrockband. In den 1980er Jahren hat Trash zwei Alben herausgebracht, die stark von der Musik von AC/DC geprägt sind.
Trash wurde 1982 von Mike Mocadem und Ron Taylor ins Leben gerufen und veröffentlichte ihr Debütalbum über das Major-Label RCA Records. Nach dem Austausch von Drummer und Bassist entstand das stärkere zweite Album Burnin' Rock (Atlantic Records), das von Max Norman produziert wurde. Zu einem dritten Album kam es nicht mehr, da sich die Band während der Aufnahmen auflöste.
Interessant war, dass Gene Ball aufgrund seines femininen Aussehens von den Kritikern für ein Mädel gehalten wurde. Originalton von Musik PLay: „Zwei Gitarren, eine davon gespielt von der bildhübschen Gene Ball, …“

## Bandmitglieder
- Tony-Roy Taylor (Sänger) aka Tony Hellander
- Mike Mocadem (Gitarre) aka Mikael Mujanne
- Gene Ball (Gitarre) aka Jens Grundelius
- Hemp Hobo (Schlagzeug) aka Henrik Hilldén
- Cay Coda (Bass) aka Kaj Söderström

## Frühere Bandmitglieder
- Pete Jägerhult (Schlagzeug)
- Rudy Fluch (Bass)

## Diskografie
- Watch Out – 1983
- Burnin' Rock – 1985